# Ácido cáprico
O ácido cáprico, também conhecido como ácido decanoico, é um ácido carboxílico de fórmula CH3(CH2)8COOH. Sintetizado a partir de células da pele de caprinos, é responsável pelo odor característico da espécie.